# 土人
土人（どじん）とは、律令制度において「本貫地に居住している人」、「其の地に生まれ住む人。土地の人」、「原住民、現地人」。
現代では「原始的生活をする、土着の人種」、「土人形・土偶」、「未開地域の原始的な生活をしている住民を侮蔑していった語」を第2義とする辞書もあり、土民（どみん）とも呼ばれる。

## 変遷

### 古代
語源は律令制度の京以外の「本貫地に居住している人（土人）」（京貫は京戸）、土民。律令制度下、公民は本貫地の戸籍・計帳へ登録され、浮浪・逃亡を五保、関、過所で規制され拘束され納税していた。
もとは、その地域の土地の人。渤海使・遣渤海使で日本との交流も盛んであった渤海国では、靺鞨族の邑の有力な土人の酋長を都督・刺史・首領を任命して地方支配を維持したと考えられている（羈縻政策）。
『魏書』『後漢書』や713年（和銅6年）の『風土記』『続日本紀』にも用例がある。
隋開皇初、相率遣使貢獻。文帝詔其使曰：「朕聞彼土人勇、今來實副朕懷。視爾等如子、爾宜敬朕如父。」—勿吉伝、『魏書』
猩猩在山谷中,行無常路,百數爲羣。土人以酒若糟設於路—『後漢書』、
後以天之眞宗豊祖父天皇二年。大祚榮始建渤海國。和銅六年。受唐冊立其國。延袤二千里。無州縣館驛。處々有村里。皆靺鞨部落。其百姓者。靺鞨多。土人少。皆以土人爲村長。大村曰都督。次曰刺史。其下百姓。皆曰首領 。—菅原道真 編、『類聚国史』
又河内國諸家荘園.往往而在.土人數少.京戸過多.伏望不論京戸土人.營田一町者.出擧正税卅束.許之.—寛平五年五月十七日付官符、『類聚三代格』
不論土人浪人及王臣佃使—_、『続日本紀』

### 近世
近世では1829年（文政12年）の『新編武蔵風土記稿』等に記載がある。
異魚不知其名、我郷南海所捕、鈴木春山持贈、形似魴魚無円暈、或鯧魚一種歟、土人云味甘平無毒 庚子十一月朔六日—渡辺崋山、異魚図（天保年間）
金禧寺といふ。土人口稱して芭蕉菴と呼。—与謝蕪村、洛東芭蕉菴再興記 

### 近現代
明治末以降には、北海道・樺太などの開拓に伴いアイヌ民族を公式に「旧土人」と称した。1899年（明治32年）に北海道に居住するアイヌ民族（北海道アイヌ）「保護」策などを定めた北海道旧土人保護法が成立した（1997年廃止）。「旧土人」は土人の派生語として「旧の土人」と解釈する場合のほか、「旧土の人」と解釈する意見もある。新札幌市史によると元々の住民アイヌ民族を旧土人、開拓者を新土人と概念上区分し、旧土人が官庁用語として残ったとある。
江戸時代の民も移転の自由、職の選択の自由は制限され働く場所も一所懸命の土地とされていた。幕末～開国以降は日本国内と同じく植民地でも現地の民を土人と呼称したが、外地では日本人と支配階層であった欧米列強側の市民を土人と呼ぶことはなく、次第に植民地の有色人種を意味するようになった。列強各国と共に行った植民地政策やそれ以前に繰り広げられた奴隷貿易の影響により植民地側を経済的に困窮させ激しく疲弊させながら、その窮状を植民地側の未開性や文明の遅れによるものと錯誤したため未開の意や野蛮という偏見が加わった。
現在の辞書の第一語義は土着の人。1891年（明治24年）冨山房の「言海」、1907年（明治40年）三省堂の「辞林」、1914年（大正3年）三省堂の「辞海」、1917年（大正6年）冨山房の「大日本国語辞典」では土着(土著)の人や土偶(土人形)の意味であったが、1920年（大正9年）啓成社のベストセラー「大字典」の第二語義は「野蠻の民」、1925年（大正14年）田中宋栄堂の「新式大辞典」では「土着のものでまだ開化せない人」が加わる。言海の著者大槻文彦没後に出版された1934年（昭和9年）冨山房の「大言海」では「原始的生活ヲ榮メル土着ノ人種」が加わるが、他の辞典は概ね従来の意味での掲載であった。
1973年（昭和48年）三省堂の「広辞林第5版」では「～蛮人」が第一語義となる。1975年（昭和50年）小学館の「日本国語大辞典」では「特に、黒色人種をいう」が加わる。1983年（昭和58年）岩波書店の「広辞苑第3版」は第2版1969年（昭和48年）の原始的～から「未開～軽侮の意～」へ更新、1990年（平成2年）講談社の「日本語大辞典」では「natives」「uncivilized」が添えられ、2001年（平成2年）集英社の「広辞典」では「未開の民の俗称」と解説された。
一方、語源である漢語および現代中国語圏での土人の意味は、日本語圏での当初の語義とほぼ重なり、「土偶」「土署（有城郭可居、不隨使遷移）」、「世代居住的本地的人」「本国人」「泥塑匠人」「土工」を意味する。 土人設計なる企業があるなどネガティブな意味ではない。

#### 戦前の用例
大和民族に対して使用する例
土人の説に此より北国道へ少し入りて松間なりといふ。—森鷗外、『伊沢蘭軒』
『四神地名録』多摩郡喜多見村条下に「この村に蛇除よけ伊右衛門とて、毒蛇に食われし時に呪いをする百姓あり、この辺土人のいえるには、蛇多き草中に入るには伊右衛門伊右衛門と唱えて入らば毒蛇に食われずという、守りも出す。—南方熊楠、『猪に関する民俗と伝説』
私が昔知っていた土人に、柿本人麻呂と云う詩人があります。—芥川龍之介、『神神の微笑』1922年（大正11年）
今も時としてその姿を幽谷の間に見る者があって、土人は一様にこれを山男と名づけているが、—柳田国男、『山の人生』1925年（大正14年）
角落山は頗る急峻な山で、頂上には角落権現が祭ってある、所謂いわゆる天狗様だ。土人は之を尊崇して—木暮理太郎、『望岳都東京』1934年（昭和9年）
鈍重にして威儀ある、純然たる仙台弁を用うることを貴しとしているが、もちろん、軽快なる江戸弁は、用いようとしても用いられないにきまっているが、その模倣の軽薄を避けることが土人の品格となっている。—中里介山、『大菩薩峠 白雲の巻』1934年（昭和9年）
海外の「現地の人びと」「土着の人」を意味する用例（ネガティブなもの含む）
亜非利加アフリカの土人に智識少なし、ゆえに未だ文明の域に至らず。—福澤諭吉、『文明教育論』1889年（明治22年）
「又「ポリネシヤ」群島土人の間にては、日月を天の両眼とも双児とも云い、東「ポリネシヤ」に於ては、最高神ヴテアの両眼は、同時に之を見得ること甚だ罕に、其一は上界に輝きて、人間界にては之を太陽と呼び、其一は下界に輝きて、之を太陰と称すと云い、或は此神の右眼は日にして、其左眼は月なりとも云う。
—高木敏雄、『比較神話学』,1904年（明治37年）
土人と言へば野蛮人、人喰い人種、人間か獣か見分けのつかぬやうな蕃人かのやうに、日本人は想像して居るが、これは大変な感違ひである。之は土人と云ふ文字の錯覚から生じてゐるのである。種々の間違ひや誤解は此幻覺から發生して居るものが尠くない。畢竟日本人の海外知識が餘りに浅薄過ぎるからである。土人と云ふは、其の土地の先住民、土着民と言ふだけのことで、決して野蛮人とか、人喰人種とかの義ではない。—竹井十郎、日本人の新発展地南洋,1929年（昭和4年）
これがまた逆にヨーロッパに影響して、二十世紀の初めまで、相当に教養の高い人すらも、アフリカの土人は半獣的な野蛮人である、奴隷種族である、呪物崇拝のほか何も産出することのできなかった未開民族である、などと考えていたのであった。
—和辻哲郎、『アフリカの文化』, 1937年（昭和12年）
オーストラリヤ東半部土人の原始社会のトーテム生活に於ける宗教的社会的必要が、経験的に生活の一定のノルムを決定し、それがその社会のロジックの要素としての諸範疇を構成するというのである。—戸坂潤、『認識論とは何か』,1937年（昭和12年）
このほか、「天竺国民と成りし各蕃土人の種族と宗教習慣の根本」「亜米利加の土人インデヤン」 「阿剌伯（アラブ）土人の一揆」等がみられる。
比喩的に使用する例
恰もアイオー洲のスウ土人が......斯の意味に於て今日の文明人は恰もチェラデルヒーゴの土人が......徳にして、移住の際にブラジル土人が......土偶を恐怖するは南洋の土人部落にして東洋の土人部落中亦之を爭奪して......即ち、今日の憲法國の大日本天皇陛下に非らずして、國家の本質及び法理に對する無智と、神道的迷信と、奴隷道徳と、顛倒せる虚妄の歴史解釋とを以て捏造せる土人部落の土偶なるなればなり。......彼の文科大學長文學博士井上哲次郎氏の如きこの土人の酋長なりとす。......國家社會黨の領袖山路愛山氏の如き其の土人的歴史家—北一輝、国体論及び純正社会主義 (1906)

#### 戦後の用例
戦後は（ネガティブな）比喩を含んだものが多くなる。原義では差別的意味合いはなかったとして「土人」擁護論もある。
「……『何で』考えると言おうとも、結局それを材料として、ヨーロッパ体制が教育してくれた理論を復習しているのがお前さんがた文化人。オイら土人は材料も考える道すじも、すべて手作り、結論も手作り」—高原健吉、土人のことばと民衆の論理1973年（昭和48年）
東京人は、故郷がないなどといわれますが、ほんとうの東京人は、言葉だって昔の人は立派に訛りもありましたから、
 私は「東京土人」とか「東京原人」とか呼んでいたものです。—曽野綾子、「いい人」をやめると楽になる,2002年（平成14年）
昨年の九月このかた、連日ニュースで皇居前で土下座する連中を見せられて、自分はなんという「土人」の国にいるんだろうと思ってゾッとするばかりです。—浅田彰、「文學界」1989年2月 
「わからんさ。沖縄人でないのかね」「内地人か?」……「ならば、土人か」……土人というのはチャモロ人とカナカ人のことです。もともとこのあたりの島に住んでいて、このマリアナ群島の土着がチャモロ、もっと遠いカロリン諸島の原住民がカナカ。—池澤夏樹、『カデナ』,2009年（平成21年）
柄谷: でも、あの「土人」というのは北一輝の言葉なんだよ（笑）。 中上: まあ、土人というのは悪い言葉じゃないですよ。一見、文脈で言うと悪い言葉に見えるけれど、土人というのは悪くないんですよ。いい言葉だと思います。—柄谷行人,中上健次、「國文學」1991年12月号 
去年の（東日本大）地震を見たあとくらいから、なんだかすっかり「ああ、土人なんだな」という言葉がふっと頭に浮かんだわけです。「土人」という言葉の中にいろんな意味を込めたんだけれども。—大塚英志、『日本は民主主義社会ではない』 大塚英志×宮台真司 対談全文（前）』2012年2月5日 

## 批判と規制
1960年から活発が盛んとなる人権活動団体からの意見を汲み、報道機関では「差別用語」として、表現の自主規制対象用語に指定されている。「記者ハンドブック」（共同通信社発行）では差別語、不快用語とされ「先住民」あるいは「先住民族」あるいは「現地人」と表記することが指導されている。
- たけしの挑戦状は、1986年発売のファミコン版では「どじんのいえ」という表現が用いられていたが、2009年にバーチャルコンソールで配信する際、「どじんのいえ」から「げんちのいえ」に変更された。

- 2000年には岩波書店から出版されたアルベルト・シュヴァイツァーの著書「水と原生林のはざまで」中の「土人」の表現が、人種差別的だとする市民団体「黒人差別をなくす会」の抗議を受けて出版を停止している[34]。

- 2016年10月公務中の大阪府警機動隊員の一人が沖縄米軍北部訓練場ヘリパッド移設工事反対派に対して「土人」と発言し、問題となった（高江ヘリパッド問題）[35][36][37]。この発言に対して鶴保庸介内閣府特命担当大臣（沖縄及び北方対策）は「ことさら我々がこれは人権問題だと考えることではない」、「『土人である』と言うことが差別であるとは個人的に断定できない」と述べた。一方で、当時の法相である金田勝年は「土人」は差別用語であるとの認識を示した[38]。沖縄の地元新聞である沖縄タイムスは「本土側の沖縄蔑視、差別はこれまでもたびたび繰り返されてきた。1903年には大阪で開かれた博覧会で、沖縄女性2人を「展示」した「人類館事件」があり、沖縄戦では日本兵による住民虐殺や「集団自決」（強制集団死）があった。」と報じた[39]。

- 栗原裕一郎は浅田彰の土人発言についてニューアカデミズム文化人の倫理観と関連して疑問を呈している[40]。

## 関連作品
- パラオの夜祭を唄いあげた童謡『土人のお祭り』
- 中田喜直作曲の「土人のおどり」というピアノ曲。
- 南の島 (トムとジェリー)
- 人喰い土人のサムサム:谷川俊太郎作詞の童謡